# Еммануель Беар
Еммануе́ль Беа́р (фр. Emmanuelle Béart, нар. 14 серпня 1963, Гассен) — французька акторка. Крім численних ролей у кіно, знана як активістка правозахисного руху і амбасадорка доброї волі ЮНІСЕФ.

## Біографія
Народилася 14 серпня 1963 р. у селищі Гассен провінції Вар, на півдні Франції недалеко від Сен-Тропе. Її батьками є французький співак та поет Гі Беар (Guy Béart) та акторка Женев'єв Галеа (Geneviève Galea).
У 1976 р. в 11-річному віці отримала першу роль у фільмі «Малявки завтрашнього дня» («Demain les mômes», 1976). Пізніше з'являлася у деяких телепередачах, а потім поїхала в Монреаль (провінція Квебек, Канада), де рік пропрацювала нянькою. Після повернення до Франції пішла в акторську школу в Парижі.
Справжній успіх їй принесла перша доросла роль у фільмі «Манон із Джерел» («Manon des Sources», 1986), де її напарником був відомий актор Ів Монтан. За гру в цьому фільмі вона виграла премію Сезар-87 у номінації «Найкраща жіноча роль другого плану». Вона також перемогла на Московському міжнародному кінофестивалі у номінації «Найкраща жіноча роль» за фільм «Французька жінка» («Une Femme française», 1995). Після 10-річного шлюбу з Даніелем Отеєм (Daniel Auteuil) — її напарником у фільмах «Манон із Джерел» та «Серце зими» («Un Coeur en Hiver», 1992) — вона розлучилася та одружилася вдруге.
Крім кіно, знана соціальною активністю, є амбасадоркою ЮНІСЕФ та виступала проти французького антиімміграційного законодавства.

## Фільмографія
- Demain les mômes — (1976)
- Premiers désirs — (1983)
- Un amour interdit — (1984)
- L'Amour en douce — (1985)
- Manon des Sources — (1986)
- Date with an Angel — (1987) (English)
- Ліворуч від ліфта — (1988)
- Les Enfants du désordre — (1989)
- Il viaggo di capitan fracasa — (1990)
- Чарівна пустунка / La Belle noiseuse — Маріанна (1990)
- Un Coeur en Hiver — (1991)
- Le bateau de Lu — (1991)
- Un cœur en hiver — (1992)
- Divertimento — (1992)
- Rupture(s) — (1993)
- L'Enfer — (1994)
- Неллі та пан Арно / Nelly et Monsieur Arnaud — Неллі (1995)
- Une Femme française — (1995)
- Le dernier chaperon rouge — (1996)
- Місія нездійсненна / Mission Impossible — (1996)
- Voleur de vie — (1998)
- Don Juan — (1998)
- Віднайдений час / Le Temps retrouvé — (1999)
- Elephant juice — (1999)
- La Bûche — (1999)
- Сентиментальні долі / Les Destinées sentimentales — (2000)
- Voyance et manigance — (2001)
- Репетиція / La Répétition — Поліна Поммерель (2001)
- 8 жінок / 8 femmes — (2002)
- Histoire de Marie et Julien — (2003)
- Наталі... / Nathalie… — (2003)
- Les égarés — (2003)
- A boire — (2004)
- Un fil à la patte — (2005)
- L'enfer — (2005)
- D'Artagnan et les Trois Mousquetaires — Міледі (2005)
- Злочин / A Crime — Елфс Паркер (2006)
- Le Héros de la famille (2006)
- Свідки / Les témoins — Сара (2007)
- Диско / Disco (2008)
- Mes stars et moi (2008)